# Грезьян
Грезья́н (фр. Grézian, окс. Gredian) — коммуна во Франции, находится в регионе Юг — Пиренеи. Департамент — Верхние Пиренеи. Входит в состав кантона Арро. Округ коммуны — Баньер-де-Бигор.
Код INSEE коммуны — 65209.

## География
Коммуна расположена приблизительно в 690 км к югу от Парижа, в 125 км юго-западнее Тулузы, в 50 км к юго-востоку от Тарба.
На западе коммуны протекает река Нест. Около половины территории коммуны занимают леса.

## Климат
Климат умеренно-океанический с солнечной тёплой погодой и обильными осадками на протяжении практически всего года.

## Население
Население коммуны на 2010 год составляло 96 человек.
| 1962 | 1968 | 1975 | 1982 | 1990 | 1999 | 2010 |
| ---- | ---- | ---- | ---- | ---- | ---- | ---- |
| 101  | 100  | 94   | 60   | 64   | 78   | 96   |

## Администрация
| Период | Период | Фамилия    | Партия | Примечания |
| ------ | ------ | ---------- | ------ | ---------- |
| 2008   | 2020   | Морис Пети |        |            |

## Экономика
В 2010 году среди 56 человек трудоспособного возраста (15-64 лет) 38 были экономически активными, 18 — неактивными (показатель активности — 67,9 %, в 1999 году было 73,9 %). Из 38 активных жителей работали 38 человек (18 мужчин и 20 женщин), безработных не было. Среди 18 неактивных 3 человека были учениками или студентами, 11 — пенсионерами, 4 были неактивными по другим причинам.

## Достопримечательности
- Приходская церковь Свв. Юстуса и Пастора (XII век)[4]
- Монументальный крест (1805 год)[5]
- 3 придорожных креста (XIX—XX века)[6]

## Фотогалерея

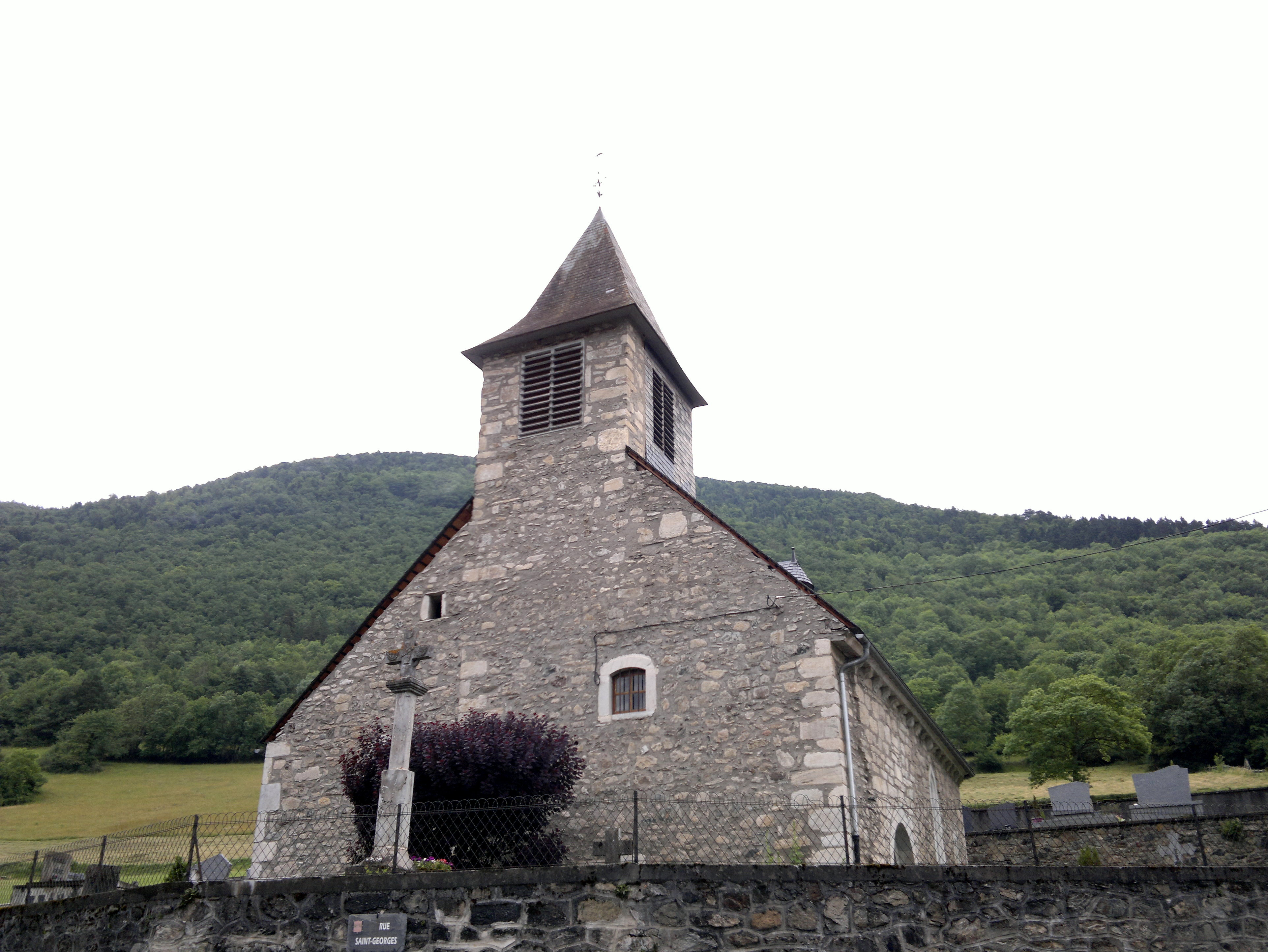
Церковь Свв. Юстуса и Пастора
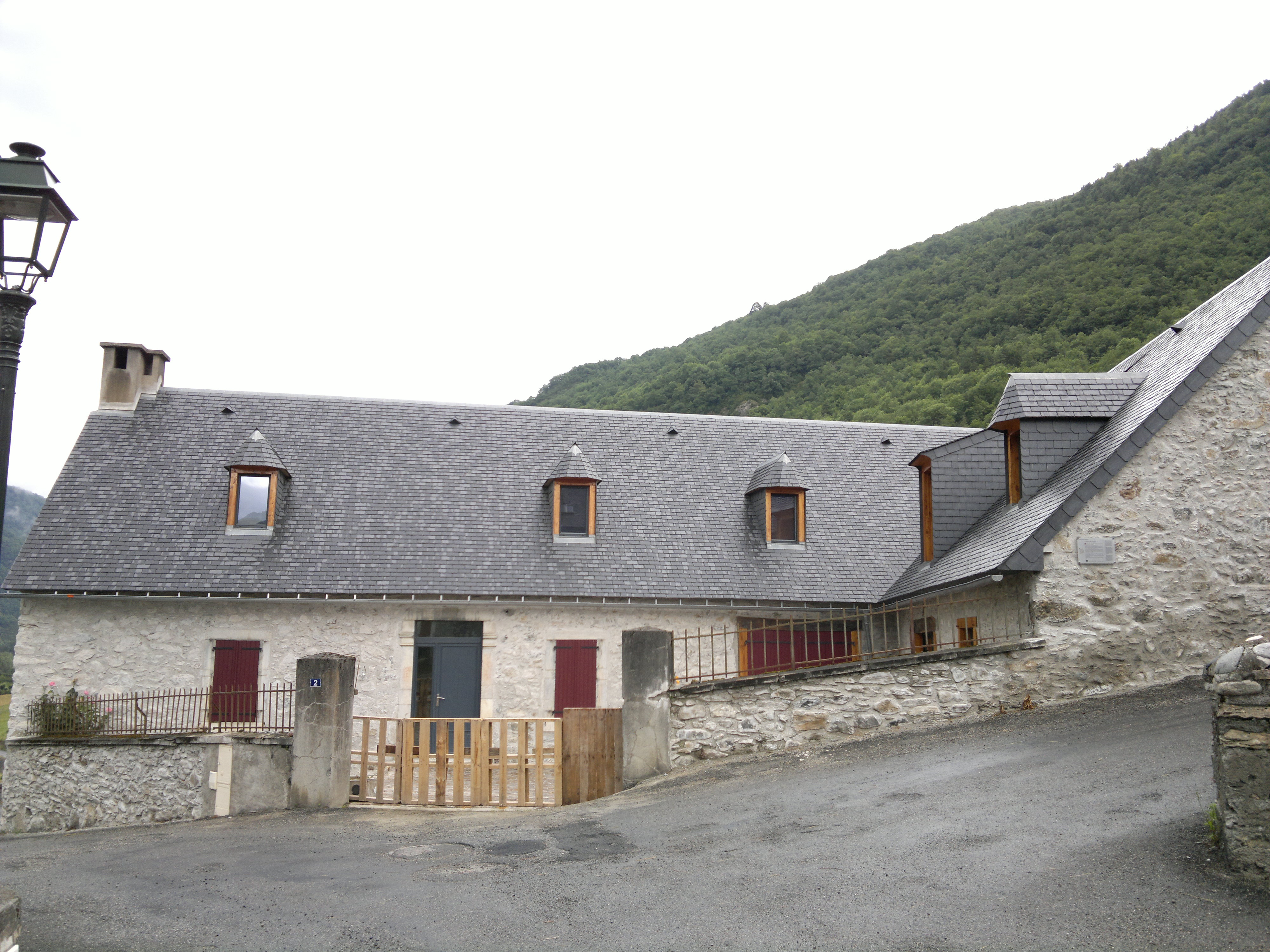
Усадьба Руи
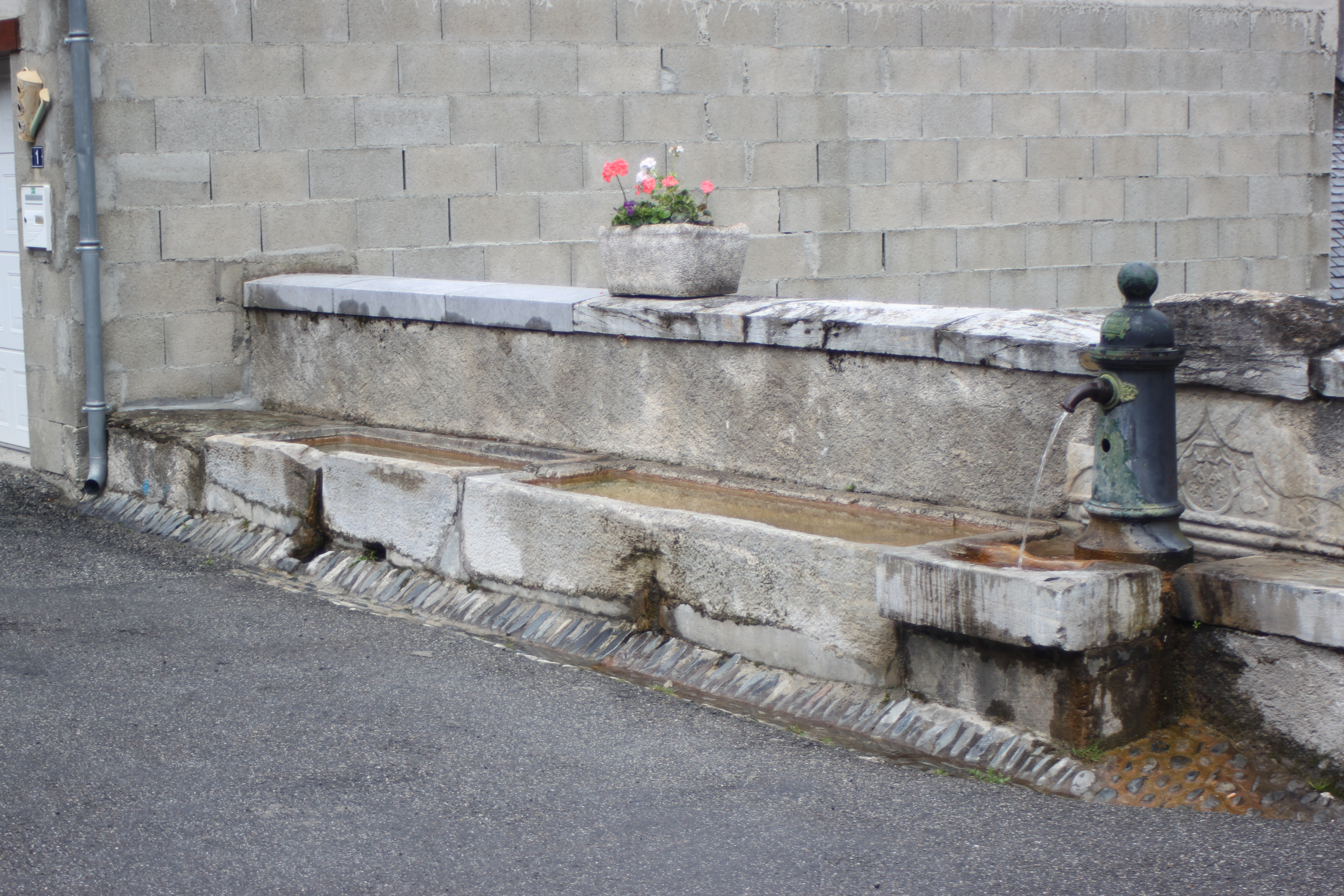
Фонтан
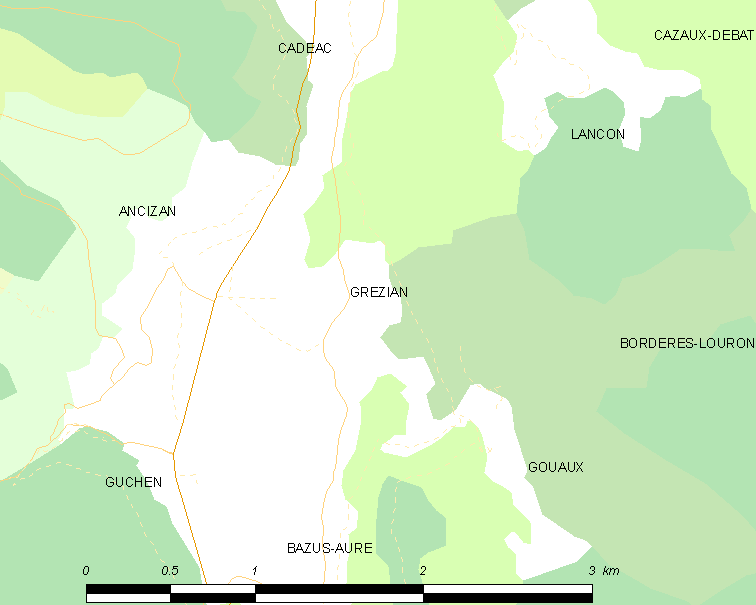
Карта коммуны